# На граници могућег
На граници могућег или Изван могућег (енгл. The Outer Limits) је америчка телевизијска серија. Слична оригиналној серији Зона сумрака, али је била више базирана на научну фантастику, а не на фантазију, На граници могућег је антолошка серија у којој свака епизода има посебну причу, понекад са не завршеним крајем. У свом оригиналном издању серија је трајала од 1963. до 1965. и била је снимљена у црно-белој техници. Настављена је 1995 и трајала је седам сезона до 2002. У Србији, ова серија је емитована на телевизији Б92.

## 1963-1965

### Почетни увод у серији
"Све је уреду са вашим телевизором. Не покушавајте да поправите слику. Ми сада контролишемо пренос. Уколико желимо да се чује јаче, појачаћемо звук. Уколико желимо да буде слабије смањићемо га до шаптања.. Ми ћемо контролисати хоризонталу. Ми ћемо контролисати вертикалу. Можемо преврнути слику. Можемо је фокусирати и замутити, или је заоштрити до кристалне чистоће. У наредних сат времена, седите мирно и ми ћемо контролисати све што видите и чујете. Управо ћете учествовати у великој авантури. Управо ћете видети велику мистерију која допире од дубине људског ума до... Изван могућег. – Почетна нарација – Контролни глас – 1960-те
Овај увод је пародиран у Симпсонима.

### Продукцијске информације
На граници могућег је оригинално емитована од 1963 до 1965 на америчкој телевизији АБЦ и имала је укупно 49 епизода. Творац серије је Лесли Стивенс и она је једна од многих серија на коју је јако утицала Зона сумрака и Научно фантастични театар, иако је на крају и она испала утицајна на свој начин. У не емитованом пилоту, серија се звала Молим вас, сачекајте, али АБЦ није то прихватио; Стивенс јој је променио име у На граници могућег. Са мало промена, пилот епизода је емитована под називом "Биће из галаксије".

### Утицај наЗвездане Стазе
Неколико чудовишта се појавило у Џин Роденберијевим Звезданим стазама из 1960-их која су била у серији На граници могућег. Такође је коришћена иста техника да се направе шиљате уши Давиду Мекалуму која је коришћена у епизоди "Сикс Фингр" серије.
У ствари Џин Роденбери је доста обратио пажњу на то шта је тим из серије На граници могућег радио у то време, скоро је увек био на снимању серије. Касније је запослио неколико радника из серије да раде на његовим Звезданим стазама.

## 1995-2002

### Почетни увод у серији 1995-е
"Све је уреду са вашим телевизором. Немојте покушавати да поправите слику. Ми сада контролишемо пренос. Ми контролишемо хоризонталу и вертикалу. Можемо вам приказати хиљаде канала или проширити једну слику до кристалне чистоће – и више. Можемо обилковати вашу визију до свега што наша машта може да поднесе. У наредних сат времена ми ћемо контролисати све што видите и чујете. Припремите се да задрхтите пред мистеријом која допире из дубине људског ума до ... Изван могућег. Молимо вас сачекајте." – Почетна нарација – Контролни глас – 1990-те.

## ДВД издања

### Оригинална серија
На граници могућег – Оригинална серија, први део, са 32 епизоде прве сезоне, је пуштена у продају 3. септембар 2002. На граници могућег - Оригинална серија, други део, садржи 17 епизода скраћене друге сезоне, пуштена је у продају наредне године.

### Модерна серија
Неколико ДВД анталогија је пуштено у продају: Секс & Научна фантастика, Ванземаљци међу нама, Смрт и више, Фантастични андроиди и роботи, Мутација и Трансформација, Путовање кроз време и бесконачност.
- 1. новембар 2005, МГМ је пустио прву сезону Нове серије на ДВД.

Друга сезона ће бити пуштена некад 2007.